# Trichomanes hymenoides
Trichomanes hymenoides là một loài thực vật có mạch trong họ Hymenophyllaceae. Loài này được Hedw. miêu tả khoa học đầu tiên năm 1799.